# نووی-سنت-سپولچر
نووی-سنت-سپولچر (به فرانسوی: Neuvy-Saint-Sépulchre) یک کمون در فرانسه است که در اندر واقع شده‌است. نووی-سنت-سپولچر ۳۵٫۱۱ کیلومتر مربع مساحت و ۱٬۶۹۰ نفر جمعیت دارد و ۱۹۱ متر بالاتر از سطح دریا واقع شده‌است.